# Louis Claude de Saint-Martin
Louis Claude de Saint-Martin (Amboise, 18. siječnja 1743. – Pariz, 13./14. listopada 1803.), francuski filozof, teozof i mistik i okultist poznat pod imenom "nepoznati filozof" (le philosophe inconnu) pod kojim je objavljivao svoje radove.

## Biografija
Rodio se u gradiću Amboisu, u francuskoj pokrajini Touraine, u plemićkoj obitelji. Prekinuo je studij prava i započeo vojnu karijeru dobivši titulu poručnika u pukovniji de Foix koja je tada bila smještena u Bordeauxu. Tu je upoznao portugalskog filozofa Martineza de Pasquallya (1727. – 1774.), osnivača teurgijskog Reda Elus-Cohens, pod čijim je utjecajem napisao svoja prva dva djela "Greške i istina, Nepoznatog filozofa" (Des Erreurs et de la Vérité, par un Philosophe Inconnu, 1775.) i Tableau naturel des rapports qui unissent Dieu, l'homme et l'univers, 1781. Pasqually je bio kabalistički inicijant koji je otvorio ezoteričnu školu u Bordeauxu kojoj se pridružio Saint-Martin. Godine 1773. Saint-Martin je preuzeo vodstvo u školi, a sljedeće je godine otišao u Lyon gdje je uspostavio poluezoterni slobodnozidarski obred "Ispravni obred Saint-Martina", kroz koji je htio obnoviti istinsko slobodno zidarstvo. Tim činom uspostavljena je martinistička organizacija koju su činili Pasqualesovi učenici. Red Martinista usredotočio se na interes za različitim okultnim ceremonijalnim obredima.
Godine 1775. otputovao je u Italiju gdje je boravio tri godine, nakon čega se smjestio u Versaillesu. Godine 1784. pozvan je, istovremeno s Cagliostrom, u članstvo Filaletianija (ogranak Lože Prijateljskog ujedinjenja), no odbio je pristupiti loži. Sljedeće godine odlazi u Englesku, a potom u Strasbourg gdje se upoznao sa Swedenborgovim i Böhmeovim djelima.
U događajima nakon Francuske revolucije, 1794. prognan je iz Pariza u rodno mjesto, no ubrzo se vratio u službi predstavnika Amboisea. Godine 1802. objavio je svoje posljednje djelo "Duhovna služba čovjeka" (Le Ministere de l'Homme-Esprit).